# Buenos Aires Maru
O Buenos Aires Maru foi um navio da armadora japonesa Osaka Shosen Kaisha (OSK), lançado ao mar em 1929. Fez várias viagens de volta ao mundo transportando imigrantes japoneses que se espalharam por muitos países, tendo papel especial na imigração japonesa para o Brasil.

## Afundamento

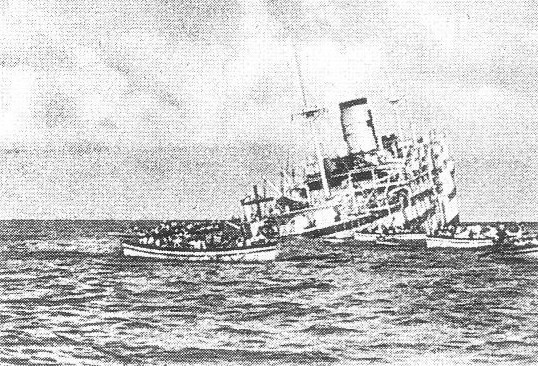
Afundamento do "Buenos Aires Maru" navio hospital da Marinha Imperial do Japão.

Em 27 de novembro de 1943, quando navegava ao largo na Ilha Selapiu na Papua-Nova Guiné o navio foi atacado por aviões Consolidated B-24 da Força Aérea dos Estados Unidos. O Buenos Aires Maru foi atingido por uma bomba a bombordo e afundou em  40 minutos, os sobreviventes, soldados feridos, médicos e um grande contingente de enfermeiros que retornavam para o Japão em licença lotaram dezoito botes salva vidas, que foram metralhados apesar das bandeiras com a cruz vermelha identificando as embarcações.